# Ntop
ntop (de Network Top) es una herramienta que permite monitorizar en tiempo real una red. Es útil para controlar los usuarios y aplicaciones que están consumiendo recursos de red en un instante concreto y para ayudarnos a detectar malas configuraciones de algún equipo, (facilitando la tarea ya que, justo al nombre del equipo, aparece sale un banderín amarillo o rojo, dependiendo si es un error leve o grave), o a nivel de servicio. 
Posee un microservidor web desde el que cualquier usuario con acceso puede ver las estadísticas del monitorizaje.
El software está desarrollado para platarfomas Unix y Windows.
En Modo Web, actúa como un servidor de Web, volcando en HTML el estado de la red. Viene con un recolector/emisor NetFlow/sFlow, una interfaz de cliente basada en HTTP para crear aplicaciones de monitoreo centradas en top, y RRD para almacenar persistentemente estadísticas de tráfico.
Los protocolos que es capaz de monitorizar son: TCP/UDP/ICMP, (R)ARP, IPX, DLC, Decnet, AppleTalk, Netbios, y ya dentro de TCP/UDP es capaz de agruparlos por FTP,
HTTP, DNS, Telnet, SMTP/POP/IMAP, SNMP, NFS, X11.

## Opciones
Dentro del microservidor web podemos escoger que ver, en menú de navegación principal se encuentra en el frame de arriba, que nos permite ver las siguientes opciones:

### About
Muestra una explicación del programa, así como los créditos de las personas lo han hecho.

### Data Rcvd, Data Sent
Nos enseña que datos se han recibido/transmitido. Las posibilidades para visualizarlo es agrupándolo por protocolos, por TCP/UDP, qué cantidad se ha tratado, la actividad de cada host, y netflows. 

### Stats
Es el apartado de estadísticas, en la que nos enseña información muy completa acerca del estado de la red. Nos enseña si es tráfico unicast, o multicast, la longitud de los paquetes, el Time To Live del paquete, y el tipo de tráfico que viaja (todo ello con porcentajes). También saca un listado de dominios, y qué plugins podemos activar o desactivar. 

### IP Traffic
Nos da información acerca del sentido del tráfico, si va de la red local a una red remota, o viceversa.
También nos informa de algún error.

### IP Protos
Nos da la información sobre los interfaz que hay enganchados en la red

### Admin
Sirve para poder cambiar la interfaz de red, crear filtros, y un mantenimiento de usuarios.